# 484
484 (CDLXXXIV) var ett skottår som började en söndag i den julianska kalendern.

## Händelser

### December
- 28 december – Alarik II efterträder Eurik som kunge över visigoterna.

### Okänt datum
- Gunthamund blir kung över vandalerna.
- Gundobad tillkännager den burgundiska lagen.
- Påven Felix III bannlyser patriarkerna av Alexandria och Konstantinopel, Peter Mongus och Acacius, vilket orsakar en schism mellan den västra och östra kristenheten, vilken kommer att vara i 35 år (den akaciska schismen).
- Heftaliterna invaderar Persien och Perouz I stupar i strid; Balash blir ny kung av Persien.

## Födda
- Brendan, irländskt helgon (omkring detta år).

## Avlidna
- 23 december – Hunerik, kung över vandalerna.
- Eurik, kung över visigoterna.
- Aelia Verina, östromersk kejsarinna, gift med kejsaren Leo I.
- Peroz I, kung av Persien.
- Iitoyo, japansk prinsessa.